# .za
.ua és el domini de primer nivell territorial (ccTLD) de Sud-àfrica. L'administra ZADNA.
El nom de ZA no prové de cap dels noms oficials de Sud-àfrica, sinó que és una abreviatura de l'holandès Zuid-Afrika. Això ve de quan l'holandès era llengua oficial a Sud-àfrica, abans de ser substituït per l'Afrikaans, idioma en el qual el nom del país és Suid-Afrika. L'afrikaans es va adoptar com a llengua oficial de Sud-àfrica el 1925, com a sinònim de l'holandès, que ja era oficial, juntament amb l'anglès; a la constitució sud-africana de 1961, l'holandès va perdre l'estatus de llengua oficial, i fou substituït per l'afrikaans. El 1983, l'holandès va deixar de ser considerat sinònim de l'afrikaans. Això no obstant, el domini .sa l'utilitza Aràbia Saudí, i ZAR és el codi ISO 4217 de divisa del rand. També el codi de país per als vehicles de Sud-àfrica és ZA des de 1936.

## Dominis de segon nivell

### Oberts i actius
- .ac.za - Entitats acadèmiques i terciàries
- .co.za - comercial, ús general
- .edu.za - institucions d'ensenyament a distància
- .gov.za - departaments del govern
- .law.za - bufets d'advocats
- .mil.za - institucions militars
- .nom.za - noms personals, no organitzacions
- .org.za - entitats no-comercials.
- .school.za - escoles de Sud-àfrica
  - .ecape.school.za - Eastern Cape
  - .fs.school.za - Free State
  - .gp.school.za - Gauteng
  - .kzn.school.za - KwaZulu-Natal
  - .mpm.za - Mpumalanga
  - .ncape.school.za - Northern Cape
  - .lp.school.za - Limpopo
  - .nw.school.za - North West
  - .wcape.school.za - Western Cape

### Hivernats
- .alt.za - Registres històrics
- .net.work.za - Infraestructura de xarxa.
- .ngo.za - Organitzacions no-governamentals. Els nous registres estan pendents d'un procés de consulta a ZADNA
- .tm.za - for marques registrades. Reservat esperant que l'estableixi ZADNA
- .web.za - només per a servidors web. Sistema de registre nou en desenvolupament.

### Privats
- .agric.za - ARC & Company
- .grondar.za - Mark R V Murray
- .inca.za - Internetworking Cape
- .nis.za - Network Information Systems

### Antics (esborrats)
ZADNA va esborrar uns quants dominis de la zona .za el 7 d'agost de 2009
- .bourse.za - per totes les companyies cotitzades de la Borsa de Johannesburg
- .city.za - per governs municipals.
- .cybernet.za - Infront Investments Five cc
- .db.za - De Beers
- .iaccess.za - Compustat
- .imt.za - Institut de Tecnologia Marítima
- .landesign.za - Lan Design (ja no existia)
- .olivetti.za - Olivetti/Mark Elkins
- .pix.za - Proxima Information Exchange